# Padova (provins)
Provinsen Padova (it. Provincia di Padova) er en provins i regionen Veneto i det nordlige Italien. Padova er provinsens hovedby.
Der var 849.857 indbyggere ved folketællingen i 2001.

## Geografi
Provinsen Padova grænser til:
- i nord mod provinsen Treviso,
- i øst mod provinsen Venezia,
- i syd mod provinsen Rovigo og
- i vest mod provinserne Verona og Vicenza.

45°N 12°Ø / 45°N 12°Ø